# 켄트 대학교

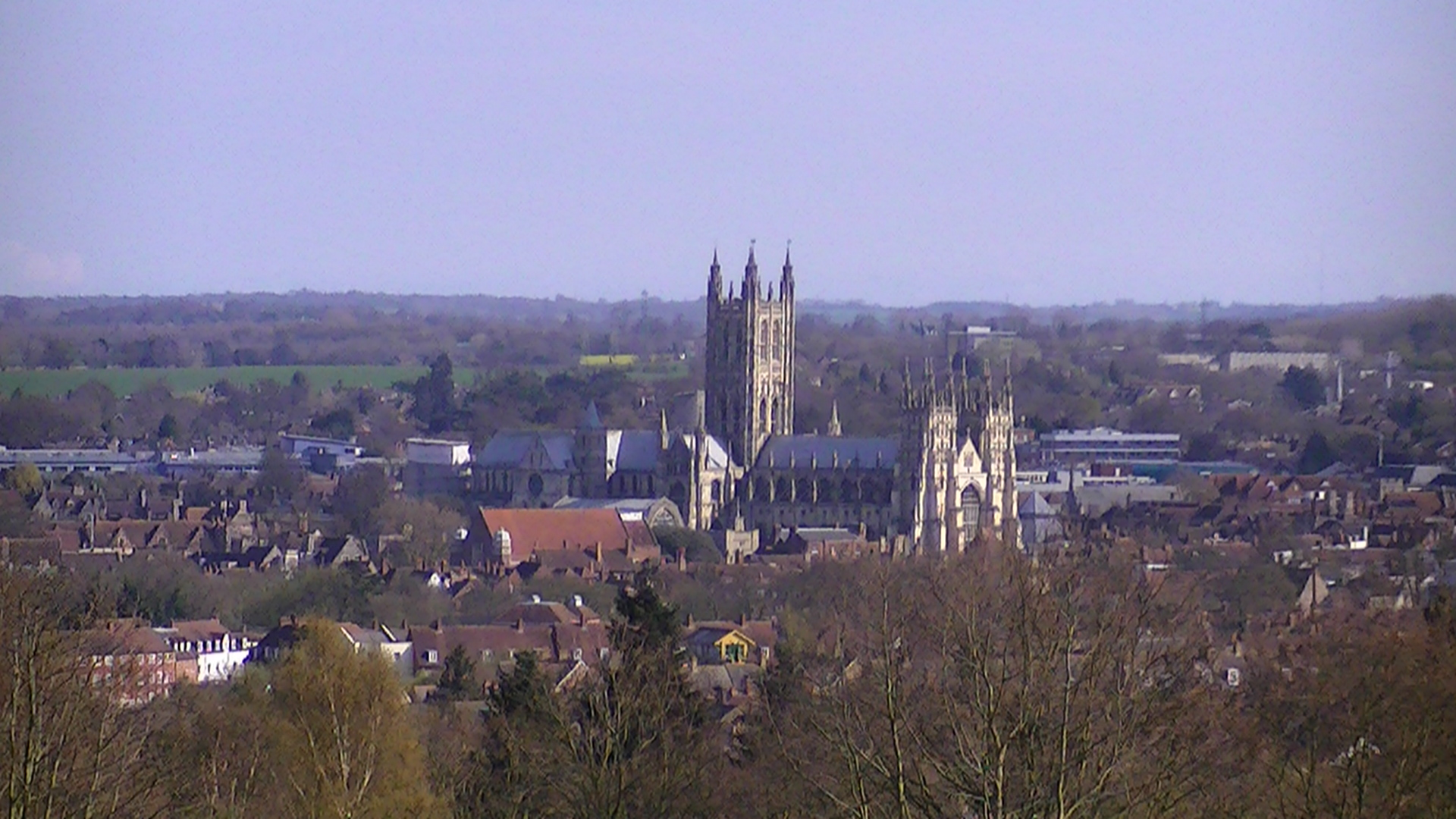

켄트 대학교(University of Kent)는 영국의 공립종합대학으로 영국(캔터베리, 메드웨이, 톤브릿지), 프랑스(파리), 벨기에(브뤼셀), 그리스(아테네), 이탈리아(로마)에 캠퍼스를 두고 있어 영국의 유럽 대학교(UK's European University)로 불린다.
캔터베리가 메인 캠퍼스로 런던 남동쪽 50마일으며, 캔터베리는 영국 성공회(캔터베리 대주교)의 중심지이자 UNESCO 세계문화유산인 캔터베리 대성당(Canterbury Cathedral)이 위치하고 있으며,
유럽 중세문학의 대작인 제프리 초서의 캔터베리 이야기(The Canterbury Tales)의 배경이 된 도시이다.
주요 학과로는 필름, 예술&음악, 사회정책학, 스포츠사이언스, 전기&전자 공학, 회계&재무 등이며, 158개국에서 20,000여명의학생이 재학중으로, 미국 캘리포니아 대학, 프랑스 파리5 대학, 중국 홍콩대학, 한국 고려대 등 세계적으로 유명한 대학들과 파트너쉽을 맺었다.
주요 교수진으로는 남아프리카공화국 정치운동가이자 작가인 해리 블룸(Harry Bloom)과 저술가인 엘리자베스 코위(Elizabeth Cowie), 국제사법재판소장을 지낸 로잘린 하긴스(Rosalyn Higgins), 영문학에 대한 저서를 다수 남긴 몰리 마후드(Molly Mahood), 천문학자 글렌 화이트(Glenn White) 등이 있다. 또한 2017년 노벨문학상 수상자인 가즈오 이시구로(Kazuo Ishiguro)와 영화배우 올랜도 블룸(Orlando Bloom), 사회학자 아드리안 프랭클린(Adrian Fanklin), 역사학자 패트릭 콜린슨(Patrick Collinson), 시인 발레리 블룸(Valerie Bloom), 시인이자 극작가인 프레드 드아귀어(Fred D'Aguiar), 퓰리처상을 수상한 만화가 데이비드 호시(David Horsey), 저널리스트 폴 로스(Paul Ross), 홍콩 총독이었던 데이비드 에이커스 존스 경(Sir David Akers-Jones) 등 다양한 분야의 동문이 있다.
영국 유명 인사들의 이름을 딴 다윈(Darwin)·엘리엣(Eliot)·케인즈(Keynes)·러더퍼드(Rutherford)·튜링(Turing)·울프(Woolf)의 6개 칼리지로 구성되어 있고, 각 칼리지에는 생활공간과 식사장소, 강의동, 세미나실, 대학부서 등의 시설을 갖추고 있으며, 모든 학생과 교직원은 하나의 칼리지에 소속되어 있다.
2018년 현재 인문학부와 과학부, 사회과학부의 3개 학부 아래 건축학, 예술학, 영어학, 유럽문화 및 언어, 역사학, 음악 및 파인아트, 생물과학, 전산학, 공학 및 디지털 예술, 수학 및 통계학, 약학, 스포츠학, 경영학, 경제학, 법학, 정치 및 국제관계학, 심리학, 사회정책 등 18개 학과와 3개의 학술센터를 두고 있다. 학부와 석사, 박사 과정이 제공되며 158개국에서 온 학생들이 재학 중이다. 캔터베리 칼리지(Canterbury College)와 웨스트 켄트 및 애쉬포드 칼리지(West Kent and Ashford College)·미드켄트 칼리지(MidKent College)와 파트너 협정을 맺고 있으며, 이 밖에도 37개국 170개 대학과 협정을 맺고 교환프로그램을 운영하고 있다. 유럽연합 국가 간 교육 교환프로그램인 에라스무스 프로그램에도 참여하고 있다.
영국 내 캠퍼스로는 캔터베리(Canterbury)와 메드웨이, 톤브릿지 캠퍼스가 있다. 캔터베리 캠퍼스는 주 캠퍼스로 기숙사와 도서관, 스포츠 시설, 극장, 영화관, 메디컬센터 등의 시설을 갖추고 있다. 메드웨이 캠퍼스에는 저널리즈 센터와 약학과, 경영학, 전산학, 음악 및 오디오 테크놀로지센터 등의 시설이 있으며, 1982년 평생교육원을 설립하면서 문을 연 톤브릿지 캠퍼스는 예술사 단기 및 대학원과정, 문예창작과 예술 관련 대학원 프로그램 등을 제공한다.

map

영국 외 유럽에는 4개의 캠퍼스가 있다. 벨기에 브뤼셀 캠퍼스에는 브뤼셀 국제학과(Brussels School of International Studies)가 있어 국제법 및 국제정치 관련 학과의 석사과정과 박사과정을 두고 있다. 프랑스 파리 캠퍼스에는 파리 예술문화학과(Paris School of Arts and Culture)가 있어 문예창작, 유럽문화, 필름, 역사 및 철학, 영국문학, 미국문학의 석사과정이 제공된다. 이탈리아 로마 캠퍼스의 고전 및 르네상스학과(Rome School of Classical and Renaissance studies) 또한 대학원 프로그램으로 고대 역사와 로마사, 예술사 석사과정을 두고 있다. 그리스 아테네 캠퍼스에서는 아테네경제경영대학교(Athens University of Economics and Business)와 함께 프로그램을 운영하고 있으며 문화유산관리학 석사 과정을 제공한다.

## 같이 보기
- 영국의 대학 목록